# Na Hye-mi
Na Hye-mi (나혜미?, 羅惠美?; Icheon, 24 febbraio 1991) è un'attrice sudcoreana.
Ha debuttato sul grande schermo con un ruolo secondario nel film Indirizzo sconosciuto all'età di 10 anni e si è fatta notare nel 2007 nella sitcom Geochim-eobs-i high kick!. Nel corso della sua carriera ha interpretato ruoli da protagonista nelle telenovela Hanappun-in naepyeon (2018-2019) e Yeoreum-a butakhae (2019). Per quest'ultima è stata candidata come Miglior esordiente ai Korea Drama Award.
Nel 2017 ha sposato il cantante e attore Eric Mun, da cui ha avuto due figli maschi (2023 e 2025).

## Filmografia

### Cinema
- Indirizzo sconosciuto (수취인불명?), regia di Kim Ki-duk (2001)
- Cheese in the Trap (?), regia di Kim Je-young (2018)
- Hana sikdang (하나식당?), regia di Choi Nak-hee (2018)

### Televisione
- Over the Rainbow (오버 더 레인보우?) – serie TV (2006)
- Geochim-eobs-i high kick! (거침없이 하이킥?) – serie TV (2006-2007)
- Sarang-eun noraereul tago (사랑은 노래를 타고?) – serie TV (2013)
- Yeopgijeog-in geunyeo (엽기적인 그녀?) – serie TV (2017)
- Hanappun-in naepyeon (하나뿐인 내편?) – serial TV (2018-2019)
- Yeoreum-a butakhae (여름아 부탁해?) – serial TV (2019)
- Ttaeppaego gwangnaego (때빼고 광내고?) – film TV (2019)
- Nuga mworaedo (누가 뭐래도?) – serial TV (2020-2021)